# Разумков Олександр Васильович

Надгробок Олександра Разумкова на Байковому кладовищі

Олекса́ндр Васи́льович Разумко́в (17 квітня 1959, Бердичів, Житомирська область, Українська РСР — 29 жовтня 1999, Київ, Україна) — український політик, заступник секретаря Ради національної безпеки та оборони України (1997—1999), перший помічник президента Леоніда Кучми (1994—1995). Батько Дмитра Разумкова.

## Біографія
Після закінчення школи із золотою медаллю з другої спроби вступив на факультет міжнародних відносин та права Київського державного університету. У перерві працював слюсарем-інструментальником на бердичівському машинобудівному заводі «Комсомолець» (згодом — ВАТ «Беверс»).
Після закінчення 1981 року університету О. Разумков працював у Дніпропетровському обласному комітеті ЛКСМУ та ЦК ЛКСМУ, де обіймав посаду завідувача ідеологічного відділу (1985—1990). Започаткував низку ініціатив, спрямованих на реформування ідеологічної роботи ЦК ЛКСМУ, зокрема контакти з неформальними групами молоді.
У 1990—1994 рр. завідував секретаріатом комісії Верховної Ради України у справах молоді.
У 1994—1995 рр. був першим помічником Президента України Леоніда Кучми, керівником групи помічників і референтів Президента. Ініціював запрошення на роботу в Адміністрацію Президента Володимира Литвина. 
 Подав у відставку наприкінці грудня 1995 року через конфлікт із Головою Адміністрації Президента України Дмитром Табачником.
З 1995 по 1997 рр. працював головою ради експертів неурядової аналітичної організації — Українського центру економічних і політичних досліджень.
У лютому 1996 року увійшов до членів політвиконкому та політради новоствореної Народно-демократичної партії (НДП), яку очолив Анатолій Матвієнко.
З 1997 р. О. Разумков обіймав посаду заступника секретаря РНБО України, керував українською частиною стратегічної групи з питань українсько-російських відносин, очолював Український центр економічних і політичних досліджень.
Помер 29 жовтня 1999 року в м. Києві після важкої невиліковної хвороби. Похований в Києві на Байковому кладовищі.

## Родина
Перша дружина — народна артистка України, актриса Київського національного театру російської драми ім. Лесі Українки Наталя Кудря. Подружжя виховувало сина Дмитра.
Друга дружина (у цивільному шлюбі) — журналістка, співзасновниця і головний редактор тижневика «Дзеркало тижня. Україна» Юлія Мостова. У подружжя в 1998 році народився син Гліб.

## Нагороди
- Відзнака «Іменна вогнепальна зброя» (22 серпня 1998) — за вагомий особистий внесок у зміцнення національної безпеки України[8]

## Вшанування пам'яті
У жовтні 2000 року ім'ям Олександра Разумкова названий Український центр економічних і політичних досліджень.
2001 року в Бердичеві на стіні біля центрального входу до Будинку дитячої творчості (нині Центр позашкільної освіти імені Олександра Разумкова) відкрито меморіальну дошку на честь Олександра Разумкова з присвятним написом та барельєфом.